# Vellerot-lès-Vercel
Vellerot-lès-Vercel är en kommun i departementet Doubs i regionen Bourgogne-Franche-Comté i östra Frankrike. Kommunen ligger i kantonen Pierrefontaine-les-Varans som tillhör arrondissementet Pontarlier. År 2022 hade Vellerot-lès-Vercel 65 invånare.

## Befolkningsutveckling
Antalet invånare i kommunen Vellerot-lès-Vercel
Referens:INSEE